# Hexatoma (Eriocera) globiceps
Hexatoma (Eriocera) globiceps is een tweevleugelige uit de familie steltmuggen (Limoniidae). De soort komt voor in het Afrotropisch gebied.